# Anton Losinger
Anton Losinger, né le 27 juillet 1957 à Friedberg (Bavière, Allemagne) est un prélat catholique allemand, évêque auxiliaire d'Augsbourg depuis 2000.

## Biographie

### Formation et ministères
De 1968 à 1977, Anton Losinger suit son enseignement secondaire au Gymnasium Johann-Michael-Sailer à Dillingen, puis étudie la philosophie et la théologie catholique jusqu'en 1983 à l'université d'Augsbourg.
Il est ordonné diacre le 30 octobre 1982 puis, il est ordonné prêtre le 3 juillet 1983, par Josef Stimpfle, à Augsbourg.
En 1988, il obtient son doctorat en théologie et étudie le concept du IIe concile œcuménique du Vatican. Après des études en économie de 1989 à 1993, il obtient son doctorat avec une thèse sur la juste répartition des richesses.
De 1994 à 1995, il est professeur invité à la Faculté de philosophie de l'université catholique d'Amérique, à Washington, DC.
Entre 1997 et 2000, le père Losinger est nommé curé des paroisses Saint-Pierre-et-Saint-Paul à Irsee et de Saint-Laurent à Ingenried.
En 2000, il est responsable de l'unité concernant l'école et l'éducation du diocèse d'Augsbourg.

### Épiscopat
Le 6 juin 2000, il est nommé évêque titulaire de Vazi-Sarra (de) et évêque auxiliaire d'Augsbourg par le Pape Jean-Paul II. Il est consacré le 16 juillet suivant, dans la cathédrale Notre-Dame d'Augsbourg, par Viktor Dammertz, assisté de Karl Braun et Josef Grünwald (de). Il choisit la devise « Spiritus est qui vivificat » (« Il est l'Esprit qui donne la vie ») tiré de l'Évangile de Jean (Jean 6:63 UE).
En 2003, il est nommé grand officier de l'ordre équestre du Saint-Sépulcre par le cardinal Carlo Furno, Grand Maître de l'ordre. Le 4 octobre 2003, il est investi Grand Prieur de la Lieutenance par Anton Schlembach.
En 2009, il est élu prévôt du chapitre de la cathédrale d'Augsbourg.